# Hanjihalli, Alur
Hanjihalli là một làng thuộc tehsil Alur, huyện Hassan, bang Karnataka, Ấn Độ.